# 23号科罗拉多州州道

23号科罗拉多州州道（英語：Colorado State Highway 23，SH-23）是美国科罗拉多州东北部的一条西南-东北走向的州级公路，全长17.7英里（28.5），西南起菲利普斯縣县治霍利奥克城北接385号美国国道（US-385），全线位于菲利普斯縣境内，东北经过阿默斯特至内布拉斯加州边界的Venango, Nebraska接23号内布拉斯加州州道（N-23）。